# Macedonia na Mistrzostwach Świata w Lekkoatletyce 2009
Macedonia na Mistrzostwach Świata w Lekkoatletyce 2009, reprezentowana była tylko przez jedną zawodniczkę - Iwanę Rożman. Nie zdobyła ona ani jednego medalu na tych mistrzostwach.

## Występy reprezentantki Macedonii

### Bieg na 100 m kobiet
| Zawodniczka  | Konkurencja  | Eliminacje | Eliminacje | Ćwierćfinały   | Ćwierćfinały   | Półfinały      | Półfinały      | Finał          | Finał          |
| Zawodniczka  | Konkurencja  | Czas       | Miejsce    | Czas           | Miejsce        | Czas           | Miejsce        | Czas           | Miejsce        |
| ------------ | ------------ | ---------- | ---------- | -------------- | -------------- | -------------- | -------------- | -------------- | -------------- |
| Iwana Rożman | 100 m kobiet | 12,60 sek. | 47.        | Nie awansowała | Nie awansowała | Nie awansowała | Nie awansowała | Nie awansowała | Nie awansowała |